# جک (آلاباما)
جک (به انگلیسی: Jack) یک منطقهٔ مسکونی در ایالات متحده آمریکا است که در شهرستان کافی، آلاباما واقع شده‌است. جک ۱۱۸٫۸۷ متر بالاتر از سطح دریا واقع شده‌است.